# Bornsee
Der Bornsee ist der eigentliche (historische) Quellsee der Havel. 

## Name
Daher leitet sich auch der Name des Sees ‚Born‘ (= Quelle) ab. Er liegt östlich der Müritz auf dem Gebiet der Gemeinde Ankershagen in Mecklenburg-Vorpommern und bildete bis in das 14. oder 15. Jahrhundert den Havelquellsee. Am Nordwestufer liegt die kleine Siedlung Bornhof. Das Gewässer gehört zum Müritz-Nationalpark, dessen Grenze der größte Teil des Westufers bildet. Der Bornsee speist sich aus Regen- und Schichtenwasser der direkten Umgebung. Er entwässert über eine Oberflächenverbindung in den Trinnensee, welcher seinerseits zum Mühlensee entwässert. 
Ursprünglich floss das Havelquellwasser oberflächlich vom Südufer des Mühlensees in das Dieckenbruch. Um eine Wassermühle rund 500 Meter östlich des Mühlensees betreiben zu können, wurde im 14. oder 15. Jahrhundert am Südufer des Mühlensees ein Sperrdamm aufgeschüttet und am Ostufer ein Durchstich in Richtung Ankershagen geschaffen. Seit dieser Zeit entwässert der Bornsee (über den Trinnensee und Mühlensee) nicht mehr zur Havel, sondern über die Tollense und die Peene in die Ostsee. Der damals angelegte Sperrdamm hat die natürliche Nordsee-Ostsee-Wasserscheide geringfügig verschoben.
2007 wurde am Südufer des Mühlensees im Oberteil des Dieckenbruchs eine kleine sprudelnde künstliche Havelquelle geschaffen. Wenige Liter pro Minute speisen nun wieder symbolisch „echtes“ Havelquellwasser aus dem Bornsee über den Trinnen- und Mühlensee in die Havel.